# 根花薹草
根花薹草（学名：Carex radiciflora）为莎草科薹草属的植物，是中国的特有植物。分布于中国大陆的云南、福建、广西、广东等地，生长于海拔600米至1,200米的地区，常生长在溪边、石隙中及林下阴处，目前尚未由人工引种栽培。

## 异名
- Carex radiciflora Dunn var. aristata Tang et Wang